# 事実解明的分析
事実解明的分析（じじつかいめいてきぶんせき、英：positive Analysis）とは、現実がどうなっているかに関する分析のこと。対義語は規範的分析。

## 概要
事実解明的分析においては、実際の事象がどのようなものであるか、あるいはどのようなメカニズムでそのような事象が起きているかということの解明が問題となる。経済理論による分析に加えて、計量経済学などを用いた実証的分析が行われることが多い。
具体例を挙げると、日本においては失われた20年と呼ばれるような長期的な景気低迷が続いているのは何故か、またそれによってどの程度の失業が追加的に生み出されたかの分析などである。その他、なぜ周波数オークションでは落札額が高騰する傾向があるのか（→勝者の呪い）や、中古車市場で購入した中古車が故障しやすい理由（→レモン市場）、あるいは就職支援政策がどの程度失業を減らしたのかなど、様々な分野において事実解明的分析が行われている。
事実解明的分析は規範的分析と相互依存的である場合がある。たとえば、初期投資費用の大きい電力事業のような自然独占が起き得る産業においては、独占の認可とともに価格規制を行うことが望ましいと規範的分析により判断した場合、実際の電力事業の平均費用や限界費用はどの程度かを算出し、規制価格を決定するのが事実解明的分析である。そして、そのような独占認可・価格規制によって社会厚生がどの程度向上したかなどの事実解明的な評価を基に、再度、規範的分析を行ってより望ましい政策はどのようなものかを考えていく、といったことがなされる。電力事業の例に基づけば、仮に経済規模の拡大や技術革新により初期投資費用がもはやそれほど大きくなくなっていることが事実解明的分析により判明した場合、独占の認可をやめて市場競争に移る方が望ましいのではないか、と規範的分析を行うこととなる。